# Бурячок Іван Мартинович
Бурячок Іван Мартинович (справжнє прізвище Боряк; 6 жовтня 1877, Лозувата — 24 жовтня 1936) — український художник театру, живописець, графік.

## Біографія
Народився 6 жовтня 1877 року в селі Лозувата (нині Липовецького району Вінницької області України). Первісну художню освіту отримав в Київській рисувальній школі М. Мурашка. Закінчив Краківську академію мистецтв (1896–1903).
У 1906 разом з Ф. Красицьким і О. Сластіоном заснував журнал «Шершень», де публікував карикатури. У 1908–1918 роках був художником (з 1912 року — головний художник) театру М. Садовського в Києві. Оформив вистави:
- «Камінний господар» Лесі Українки;
- «Сава Чалий» Карпенка-Карого.

Оформив ілюстрації до поеми «Енеїда» Котляревського та байок Глібова.
В 1922–1923 роках — художник Українського драматичного театру ім. М. Заньковецької в Києві. Займався книжковою графікою, писав портрети і пейзажі. У 1922 році оформив виставу «Гайдамаки» за інсценізацією Леся Курбаса.

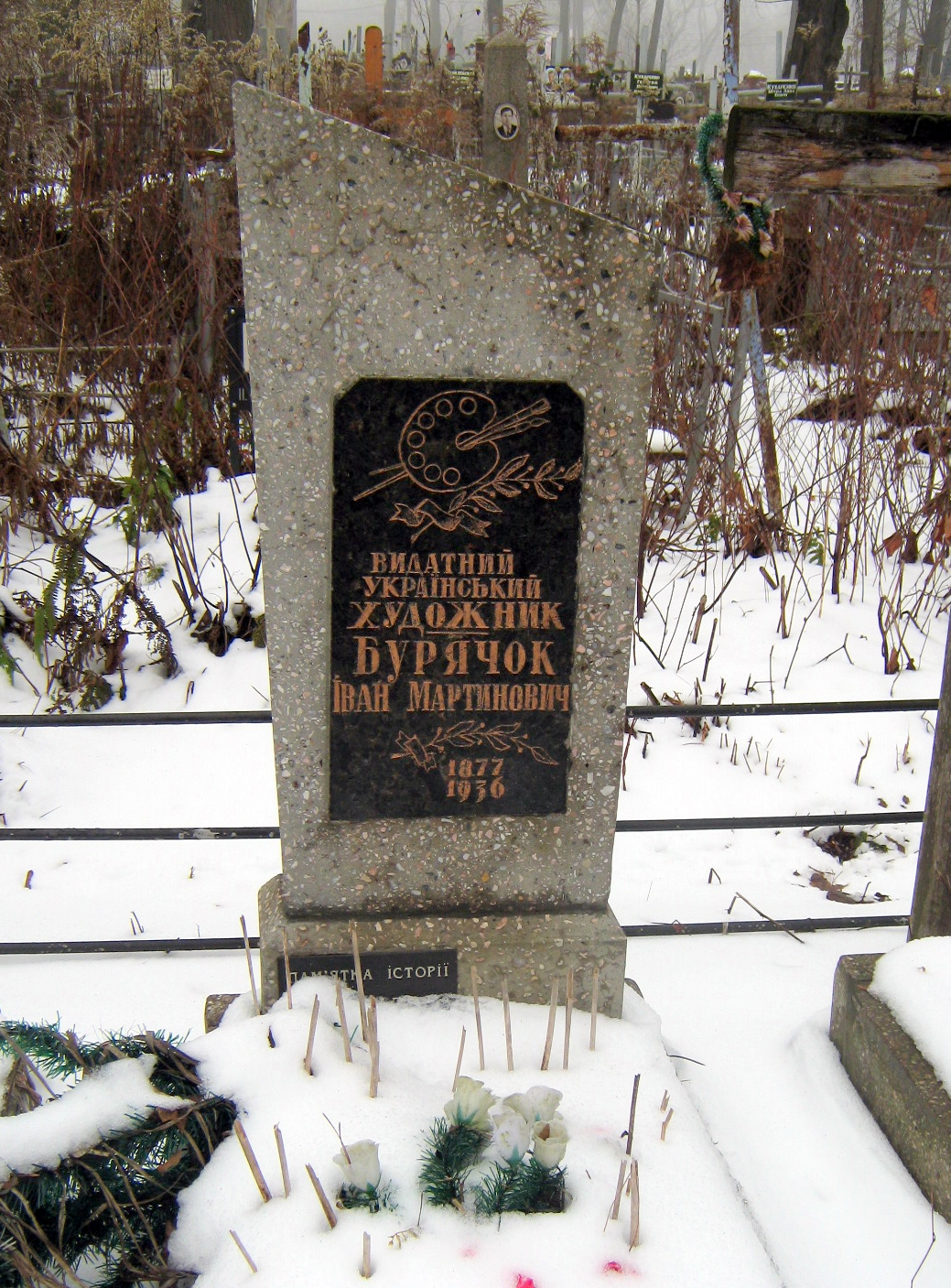
Могила Івана Бурячка

Помер 24 жовтня 1936 року. Похований в Києві на Лук'янівському цвинтарі (ділянка № 6, ряд 7, місце 34).

## Творчість
Автор картин:
- портрет Тараса Шевченка (туш, Державний музей імені Тараса Григоровича Шевченка);
- портрет М. В. Лисенка;
- автопортрет;
- «Брід через річку»;
- «Степ»;
- «Дозріле жито».

Також писав карикатури за мотивами творів Шевченка («Од молдаванина до фина на всіх язиках все мовчить … бо благоденствує», журнал «Шершень», 1906, № 9).
Роботи зберігаються в Національному художньому музеї України, Державному музеї Т. Шевченка, художніх музеях України та приватних зібраннях.

## Обрані твори

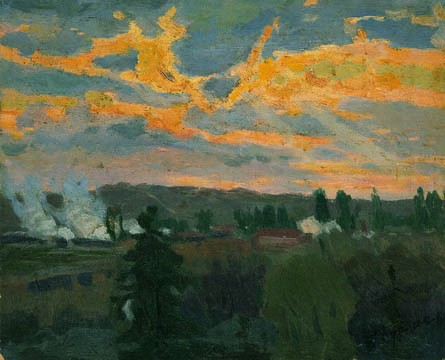
«Вечір», 1910-ті
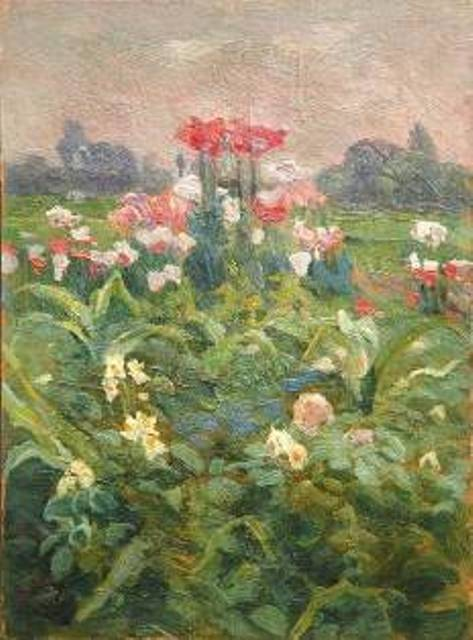
«Квіти», початок XX ст. (не датована)
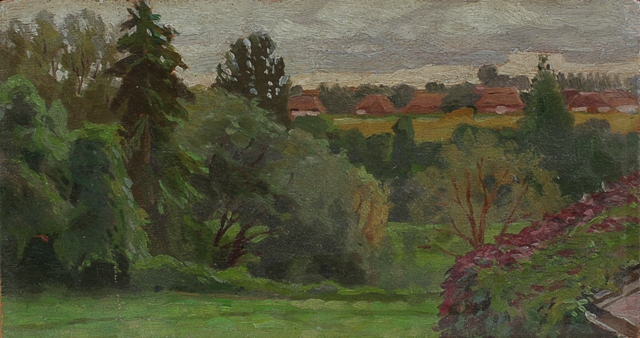
«Мала батькіщина», початок XX ст. (не датована)
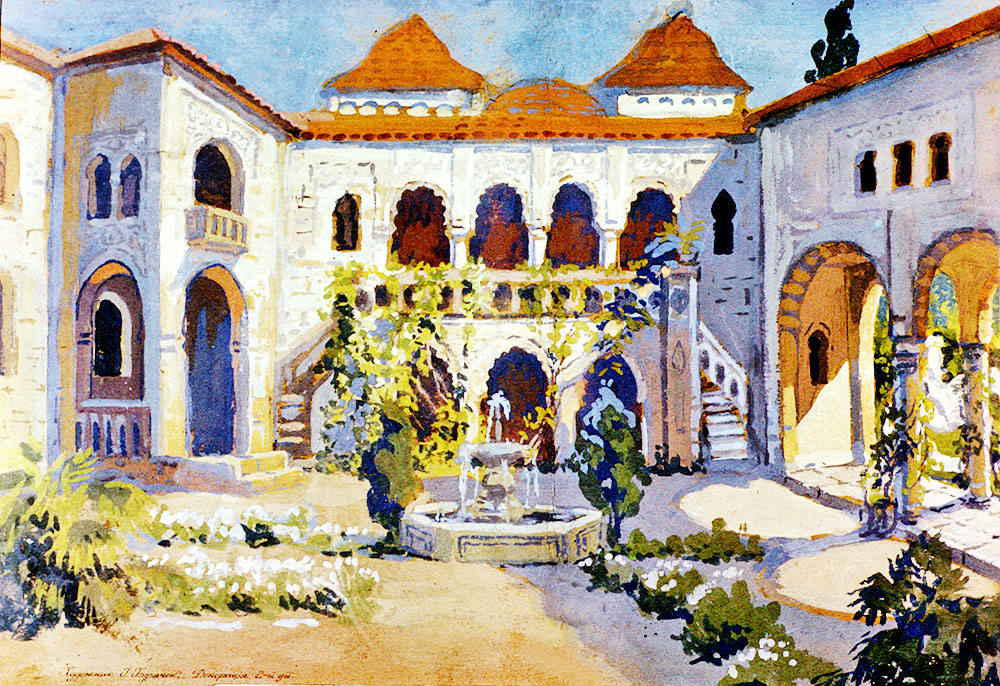
Ескіз декорації до вистави «Кам'яний господар» Лесі Українки, 1914